# Gerhard Kneifel
Gerhard Kneifel (* 26. Mai 1927 in Trebbin; † 20. Juni 1992 in Leipzig) war ein deutscher Komponist, Arrangeur und Orchesterleiter.
Kneifel lernte mit acht Jahren Akkordeon. Von 1946 bis 1948 studierte er am Stern’schen Konservatorium Posaune, Kontrabass und Komposition. Seit 1948 war er für den Rundfunk und die Plattenindustrie tätig; 1960 leitete er das Rundfunk-Tanzorchester Leipzig. Er komponierte Lieder, Chansons und Bühnenwerke für das Heitere Musiktheater der DDR, wie die Operette Schwarze Perle (1961) und das Musical Bretter, die die Welt bedeuten (1970). Zwischen 1963 und 1967 wirkte er als Chefarrangeur am Berliner Friedrichstadtpalast, für den er die Revue Der Mann, der Dr. Watson war schrieb.  Er nahm Schallplatten mit eigener Tanzmusik für Amiga auf und begleitete mit seinem Orchester unter anderem Manfred Krug (Ich weiß ein Mädchen, 1965).

## Partituren für das Heitere Musiktheater der DDR (Operette, Musical, Musikalisches Lustspiel u. a.)
Die schwarze Perle – Musik von Gerhard Kneifel – Textbuch von Helmut Bez und Jürgen Degenhardt – Uraufführung: 30. Juni 1962, Theater Erfurt
Bretter, die die Welt bedeuten – Musik von Gerhard Kneifel – Textbuch von Helmut Bez und Jürgen Degenhardt nach Der Raub der Sabinerinnen von Franz und Paul von Schönthan –
Uraufführung: 24. April 1970, Metropoltheater Berlin
Aphrodite und der sexische Krieg – Musik von Gerhard Kneifel – Textbuch von Jutta Eberhardt-Leister (Dialoge) und Wolfgang Tilgner (Liedtexte) nach Lysistrata von Aristophanes – Uraufführung: 8. Mai 1986, Musikalische Komödie Leipzig

## Lexikalische Einträge
- Jürgen Wölfer: Jazz in Deutschland. Das Lexikon. Alle Musiker und Plattenfirmen von 1920 bis heute. Hannibal, Höfen 2008, ISBN 978-3-85445-274-4.